# Bani Hassan (Jordanien)
Die Bani Hassan (arabisch بني حسان, DMG Banī Ḥassān) sind ein einflussreicher Beduinenstamm aus Jordanien.
Er gehört zu den größten und einflussreichsten Stämmen der Region, die die königliche Haschimiten-Familie in Jordanien unterstützen. Mitglieder aus diesem Stamme haben hohe Posten in der Armee und der Regierung Jordaniens inne. 
Bekanntestes Mitglied des Stammes ist die Familie al-Khalayleh (arabisch الخلايلة al-Chalaila, DMG al-Ḫalileh), aus welcher der 2006 von Amerikanern getötete Terrorist Abu Musab az-Zarqawi entstammt, dessen Schwiegervater, Yasin Dscharrad, im August 2003 in die Imam-Ali-Moschee (Nadschaf) fuhr und dabei mehr als 125 Menschen tötete.